# Fender Bass V
Fender Bass V — модель колишньої електричної бас-гітари, виробленої Fender між 1965 і 1971 роками. Це була перша у світі п'ятиструнна бас-гітара.
У той час електрична бас-гітара була ще відносно новим інструментом, і деякі виробники все ще експериментували з варіантами дизайну, які вважалися б радикальними за сучасними стандартами. (Наприклад, Fender Bass VI, не пов'язаний з цим.)
Bass V мала таку ж довжину звукоряду, як і Precision Bass, але мала лише 15 ладів. Мала високу струну C замість низької струни B, яка є більш поширеною на сучасних п'ятиструнних басах. Це мало дозволити бас-гітаристам, які читають, легше досягати високих нот на інструменті. Верхня нота на інструменті все ще та сама E♭, як і на стандартному 20-ладовому 4-струнному Jazz або прецизійному басі, тому, строго кажучи, Bass V не можна вважати басом розширеного діапазону.
Bass V спочатку поставлявся з хромованими кришками мосту та звукознімачів.
Інноваційна концепція не викликала резонансу серед бас-гітаристів, частково через розмір і форму. У багатьох також були проблеми з вузьким інтервалом між рядками. Таким чином, було вироблено лише близько 200 інструментів, перш ніж модель була припинена в 1971 році. Надлишки корпусів були використані в конструкції Fender Swinger.
У 2016 році Squier випустив Gary Jarman Signature Bass з формою корпусу під впливом Bass V.